# Clairette du Languedoc
Clairette du Languedoc ist die kontrollierte Herkunftsbezeichnung für einen französischen Wein eines definierten Gebietes innerhalb des Weinbaugebiets Languedoc. Das Gebiet hat den Status einer Appellation d’Origine Contrôlée (AOC).
Es liegt eingeschlossen im übergeordneten AOC-Gebiet Coteaux du Languedoc im Département Hérault. Die Appellation umfasst eine Rebfläche von etwa 75 Hektar (Stand 2015) in den acht Gemeinden Adissan, Aspiran, Cabrières, Ceyras, Fontès, Le Bosc, Lieuran-Cabrières, Nizas, Paulhan, Péret und Saint-André-de-Sangonis, 25 km nordöstlich von Béziers und in unmittelbarer Nähe zu Pézenas gelegen. Im Jahr 2008 lag die erzeugte Weinmenge bei 2.487 Hektoliter.
Aus der Rebsorte Clairette Blanche wird ein trockener (sec) oder halbtrockener (demi-sec oder moelleux) Weißwein ausgebaut. Seltener gibt es auch die Stufe "rancio" und noch seltener die Stufe "vin de liqueur".
Die Clairette-Traube ist eine der ältesten Trauben des Languedoc. Sie wird dort seit fast 2000 Jahren kultiviert. Nach der Umstellung des Languedoc von Masse auf Klasse in den Hintergrund geraten, wird sie nun in einigen Orten der Appellation wieder vermehrt angebaut. Die bekanntesten Clairette du Languedoc kommen aus Cabrières und Adissan.